# J. Om Prakash
Jay Om Prakash (Sialkot, 24 gennaio 1926 – Mumbai, 7 agosto 2019) è stato un regista e produttore cinematografico indiano.

## Filmografia parziale
Regista
- Aap Ki Kasam (1974)
- Aakraman (1975)
- Apnapan (1977)
- Aashiq Hoon Baharon Ka (1977)
- Aasha (1980)
- Aas Paas (1981)
- Arpan (1983)
- Aakhir Kyon? (1985)
- Aap Ke Saath (1986)
- Bhagwan Dada (1986)
- Agnee (1988)
- Aadmi Aur Apsara (1991)
- Aadmi Khilona Hai (1993)

Produttore
- Aas Ka Panchhi (1961)
- Ayee Milan Ki Bela (1964)
- Aaye Din Bahar Ke (1966)
- Aya Sawan Jhoom Ke (1966)
- Aankhon Aankhon Mein (1972)
- Aap Ki Kasam (1974)
- Aandhi (1975)
- Apnapan (1977)
- Aasha (1980)
- Arpan (1983)
- Aakhir Kyon? (1985)
- Aap Ke Saath (1986)
- Agnee (1988)
- Ajeeb Dastaan Hai Yeh (1992)